# Мухоловка білоброва
Мухоло́вка білоброва (Ficedula hyperythra) — вид горобцеподібних птахів родини мухоловкових (Muscicapidae). Мешкає в Гімалаях, Китаї і  Південно-Східній Азії. Виділють низку підвидів.

## Опис
Довжина птаха становить 11-13 см, вага 6-10 г. У самців верхня частина тіла темно-сіро-синя, нижня частина тіла оранжева, над очима білі "брови". У самиць верхня частина тіла непримітно сірувато-коричнева, нижня частина тіла охриста, навколо очей світлі кільця, крила мають іржастий відтінок.

## Підвиди
Виділяють чотирнадцять підвидів:

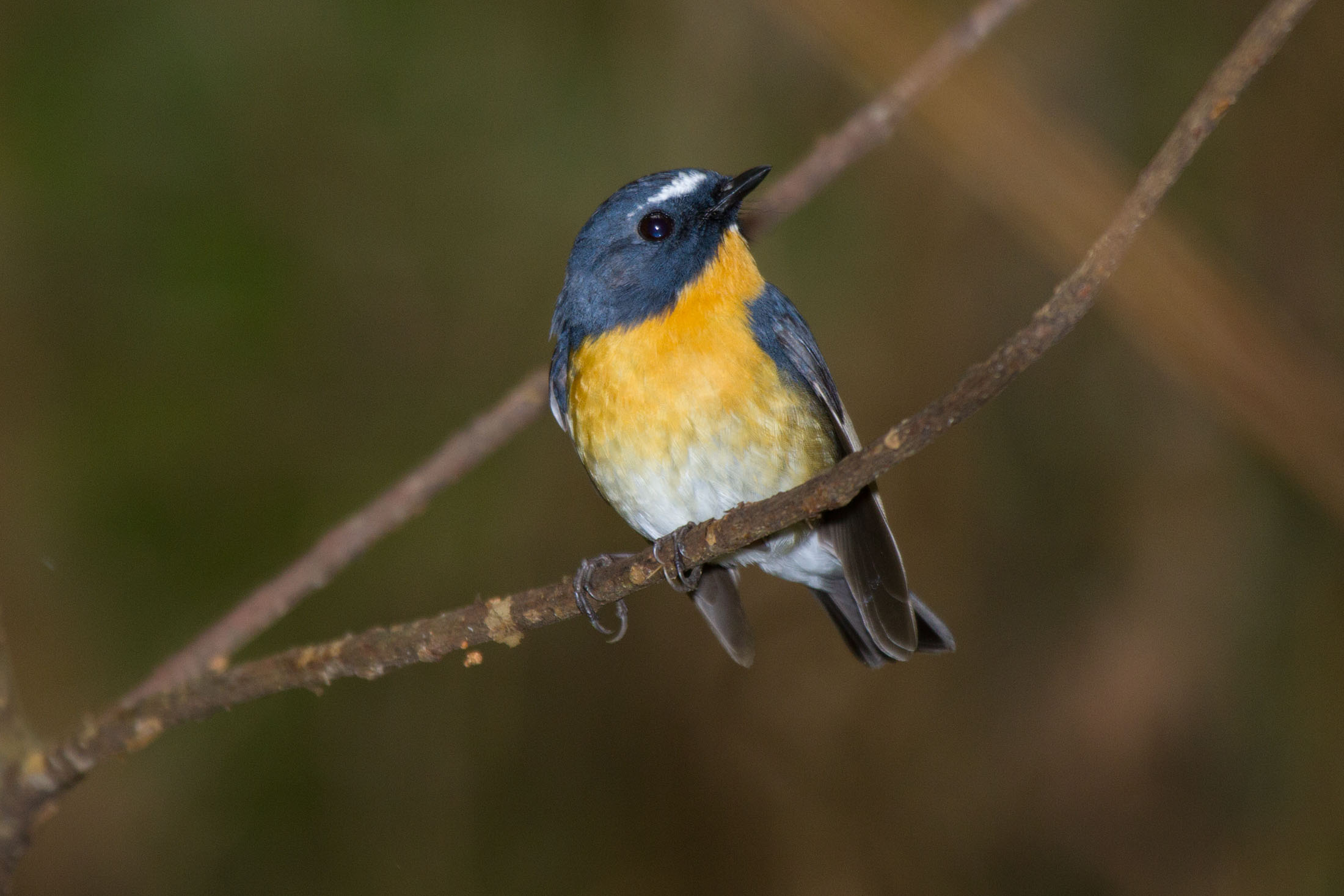
Білоброва мухоловка

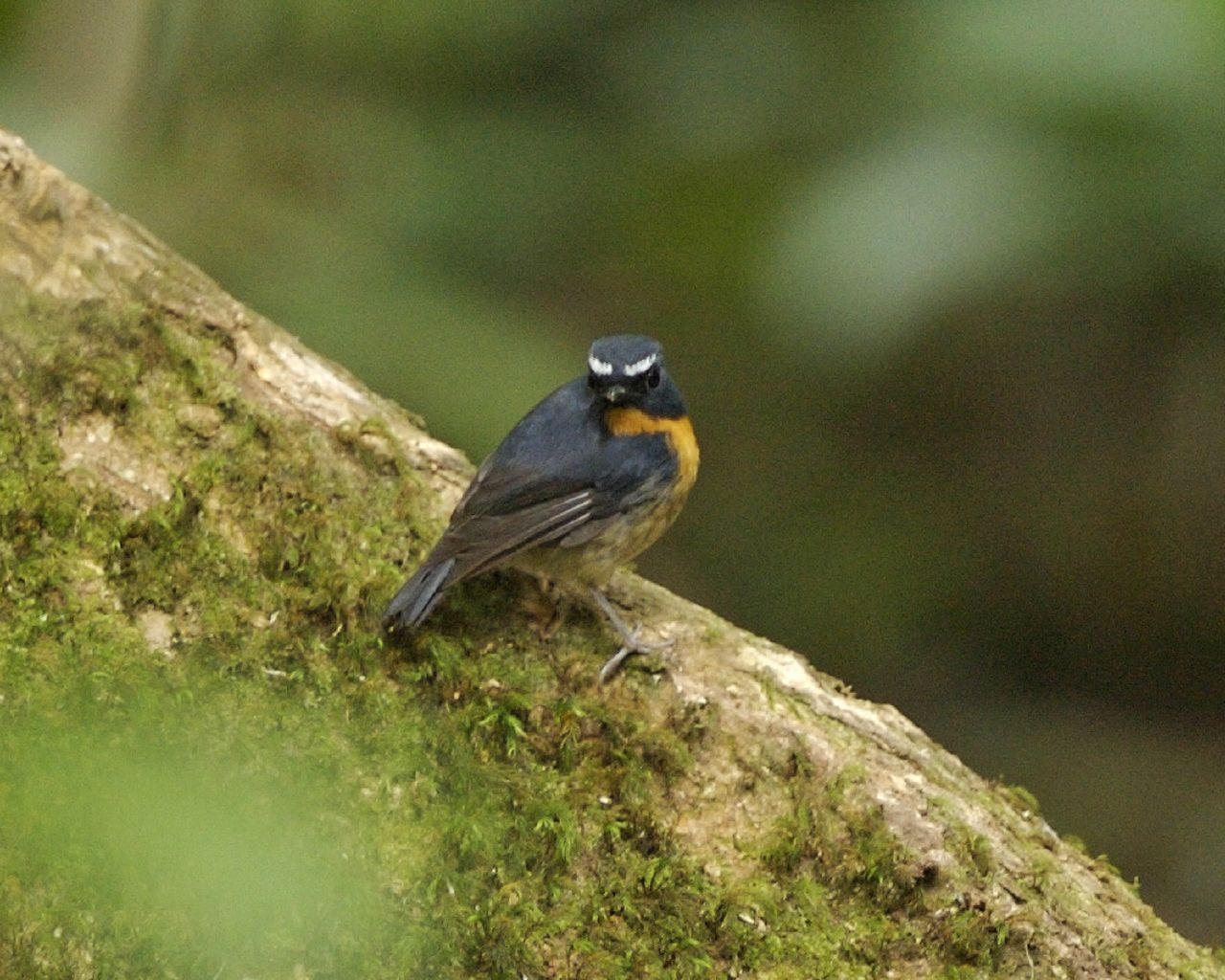
Білоброва мухоловка

- F. h. hyperythra (Blyth, 1843) — від центральних Гімалаїв до півдня центрального Китаю, М'янми, північно-західного Таїланду, північного і центрального Індокитая;
- F. h. annamensis (Robinson & Kloss, 1919) — південь центрального В'єтнаму (плато Далат[en]);
- F. h. innexa (Swinhoe, 1866) — Тайвань;
- F. h. sumatrana (Hachisuka, 1926) — Малайський півострів, Суматра і північний Калімантан;
- F. h. mjobergi (Hartert, E, 1925) — північно-західний Калімантан (гора Пуе[en]);
- F. h. vulcani (Robinson, 1918) — острови Ява, Балі, Ломбок, Сумбава і Флорес;
- F. h. clarae (Mayr, 1944) — острови Тимор і Ветар;
- F. h. audacis (Hartert, E, 1906) — острови Бабар[en];
- F. h. annalisa (Stresemann, 1931) — гори північного Сулавесі;
- F. h. jugosae (Riley, 1921) — гори центрального, південно-східного і південного Сулавесі;
- F. h. betinabiru Rheindt, Prawiradilaga, Ashari & Suparno, 2020 — острів Таліабу;
- F. h. negroides (Stresemann, 1914) — острів Серам;
- F. h. pallidipectus (Hartert, E, 1903) — острів Бачан;
- F. h. alifura (Stresemann, 1912) — острів Буру.

## Поширення і екологія
Білоброві мухоловки мешкають в Індії, Непалі, Бутані, Китаї, М'янмі, Таїланді, Лаосі, В'єтнамі, Камбоджі, Малайзії, Індонезії, на Філіппінах, Тайвані і Східному Тиморі. Вони живуть у вологих гірських і рівнинних тропічних лісах, ав бамбукових заростях і ярах, на висоті від 275 до 3300 м над рівнем моря. Взимку частина гімалайських популяцій мігрує в долини, досягаючи Бангладеш. Білоброві мухоловки живляться комахами, павуками, черв'яками та іншими безхребетними. Сезон розмноження триває з березня по жовтень. Гніздо чашоподібне, будується парою птахів, робиться з моху, рослинних волокон і пір'я, розміщується серед каміння і коріння дерев, іноді в дуплі або серед моху, на висоті до 12 м над землею. В кладці від 4 до 5 яєць.